# Bryochoerus intermedius
Bryochoerus intermedius är en djurart som tillhör fylumet trögkrypare, och som först beskrevs av Murray 1910.  I den svenska databasen Dyntaxa används istället namnet Echiniscus intermedius. Enligt Catalogue of Life ingår Bryochoerus intermedius i släktet Bryochoerus och familjen Echiniscidae, men enligt Dyntaxa är tillhörigheten istället släktet Echiniscus och familjen Echiniscidae. Arten är reproducerande i Sverige.

## Underarter
Arten delas in i följande underarter:
- B. i. intermedius
- B. i. laevis
- B. i. hawaiicus